# アンフレンデッド
『アンフレンデッド』（原題:Unfriended）は2014年にアメリカ合衆国で製作されたホラー映画である。監督はレヴァン・ガブリアーゼ、主演はシェリー・ヘニッヒが務めた。キャッチコピーは「アナタモ、SNSデ呪ワレル。」、「検索したら呪われる―」、「あなたのSNSに彼女が現れたら、必ず死ぬ。」、「自殺した友だちにSNSで呪われる―」。

## あらすじ
物語は基本的に、主人公が使用するMacbookの画面上で進行していく。
その主人公、ブレア・リリーはある夜、LiveLeak上でとある動画を見ていた。それはちょうど一年前、彼女の幼馴染だったローラ・バーンズが、多くの生徒が止めようとする中校庭で拳銃自殺する光景を映したものだった。続けてブレアは彼女を自殺に追いやった動画を概要欄から見に行くが、その途中で恋人であるミッチ・ルーセルからSkype着信が届き、彼と話し始める。ミッチが冗談で包丁で脅すのに応じ、ブレアはストリップをしていくが、その途中二人はプロムの後で初めてセックスを行う事で合意した。
暫くするとブレアと気の合うジェス・フェルトン、ミッチの親友でもあるアダム・シーウェル、コンピュータに詳しいケン・スミスがビデオ通話に参加する。ストリップの途中だった事からブレアもミッチも三人の参加には応じておらず、何故か繋がってしまった事をチャット機能で訝しんだ。
通話には五人の他にもう一人、カメラもマイクもオンにしていない参加者がいた。ケンはそれがバグだろうと考え、一度終話して再びグループ通話し直すものの、それでも謎の参加者は出てきてしまった。
ビデオ通話を続けつつ、ブレアはミッチとチャットでも会話していたが、急にミッチがチャットに反応しなくなってしまう。それを咎めるとミッチは「ローラから変なメッセージが来た」という。最初は「笑えない冗談」と返したブレアの下にも、ローラのFacebookアカウントからメッセージが飛んでくる。ブレアは誰かが亡くなったローラのアカウントを乗っとったものだと思ったが、ミッチはそうじゃないかもしれないと返し、あるサイトのリンクをブレアに送った。「超常現象フォーラム」というそのサイトには、「死者からのメッセージに応えてはならない」という内容と、実際に死者からのメッセージに応えて自殺してしまったという教師の顛末を綴るコメントが書き込まれていた。ブレアは信じようとせず、ローラからのメッセージに「貴女を通報するわ」と応え、ローラのアカウントを追悼アカウントにして保全しようとするが、入力フォームが不吉なメッセージに置き換えられてそれも出来ない。ミッチの提案でローラを友達から外す（unfriend）事には成功するが、不審なSkypeの参加者はなおも居座り続け、Facebookのローラのアカウントから「酷い事するわね」とチャットが送られてくる。ブレアはここで一連の出来事を、意地悪な同級生ヴァル・ロンメルの悪戯と考え、渋るメンバーを説得して彼女を通話に呼ぶ。
暫く会話が続いたが、ヴァルが大麻を吸う写真をジェスがFacebookに投稿した事で二人は口論となる。ジェスは投稿していないと言い張り、口論しながらその投稿を消す事に成功するが、直後に今度はアダムから同じ写真が投稿されてしまう。そしてアダムも投稿した覚えはないと反論する。なおもヴァルとジェスの口論は続き、二人はSkypeのグループチャット機能でもお互いにとって侮辱的な会話をするが、二人とも「こんなチャットした覚えはない」と寧ろこじれるばかり。二人を止めようとしたブレアからもジェスに肩入れする旨のチャットが投稿されるが、映画の鑑賞者はそれがブレアの投稿したものでないことを知っている。話がこじれる中、突然それまで謎だった参加者が「やったのは私よ」とチャットする。謎の参加者は「billie227」という名であり、ブレアはそれがローラのアカウントである事を報告した。6人は彼女を通話から追い出そうとするが、billie227は「切るな」と告げ、ヴァルに何かのファイルを送る。それを見たヴァルは大いに怒って警察に通報し、会話から退出してしまう。残る5人も通話を終了しようとするが、ブレアにbillie227から謎のメールが届く。「ヴァルがゲームを始めました。ラウンド1：暴露」と書かれたメールには、「自分を自殺に追いやった動画を上げたのがヴァルだったら、謝るからそれを取り下げて」と哀願するローラのチャットに対し、ヴァルが「それなら自殺しちゃえば笑」と侮辱で返す模様のスクリーンショットが添付されたインスタグラムの投稿へのリンクが付いていた。ケンが「ヴァルの味方をするわけではないが、ローラだっていじめっ子のとんでもないやつだった」と口にし、ミッチもブレアとのチャットでローラの上げたアマンダ・トッドのような糾弾動画に言及しながらその意見に同意する中、ブレアは「彼女は複雑な家庭環境にあった」とローラを擁護する。ブレアは疲れ切り「もう切る」とミッチにチャットして会話を退出しようとするが、再度ローラのFacebookアカウントから「切ったら友達はみんな死ぬ」とチャットが飛んできてしまう。
インスタグラムの投稿にヴァルを非難するコメントが相次ぐと、billie227は「ヴァル・ロンメル 死んでくれ」とチャットし、再度ヴァルを通話に呼び戻す。瞬きもせず喋りもしないヴァルの姿が映されるだけの状況に5人は困惑するが、突如として悲鳴のような声が響きヴァルのパソコンが落ちる。駆けつけた警察の無線からヴァルは「10-55」、すなわち自殺した事が分かり、その死体を映して再び彼女は通話から消える。
billie227は続けて「お前たちの汚い秘密を暴いてやる」とチャットし、5人全員に添付ファイルを送る。ブレアの下には、裸でアダムと寝ているブレアの写真が2枚送られてくる。5人はSkypeをミュートにして電話で会話し、ケンの送るアンチウイルスソフトを使用してbillie227を会話から追い出す事を決める。billie227が「1分以内に止めろ」とカウントダウンする中、ブレアは違法ダウンロードしたテレビ番組の動画の削除に苦戦するが、なんとかスキャンを成功させてbillie227を通話から追い出す事に成功する。安堵した五人はケンが警察に通報するのを見るが、通報した相手が「皆は無事なのか、ケンも無事か」「切るなと言ったのに」と言い、相手がbillie227（またはローラ）である事に戦慄する。直後にbillie227は通話に復帰し、カメラをオンにする。カメラに映る風景がケンの部屋である事が分かると、ケンはその場所を突き止め、暫くbillie227のカメラを凝視する姿勢になる。この瞬間に通話が一度途切れるが、再び通話が再開される。すると激しく乱れる映像の中、ケンが絶叫しながらミキサーの刃を手で取り出して自分の喉を切る光景が映り、ケンは通話から消えてしまう。
全員が動揺し、泥酔しているアダムは部屋から出て行こうとするが、部屋の外に何者かの気配を感じ、外に出ることが出来ない。billie227は4人に「動画を覚えているか」と問い、冒頭でブレアが再生しようとしたローラを自殺に追いやった動画を各自のブラウザで再生させる。それはパーティーでの乱痴気騒ぎの後に、ローラが脱糞したまま眠りこける映像で、「お漏らしローラ 死んでくれ」とキャプションが付けられたものだった。ブレアは、「超常現象フォーラム」に載っていた「霊には嘘をつかず全て正直に話す事」という指示に従い、「みんなが動画に対して匿名で侮辱的なコメントをしたのは確かだが、根はみんないい人だ、申し訳ないと思っている」と独自にローラにチャットするが、ローラは「どうだか」と返信し、更にbillie227のアカウントを通して全員に「ゲームをしよう」と提案する。ゲームは飲み会で行われる「やったこと無い事ゲーム」で、片手を開いて挙げお題に対してやったことがある場合は一本ずつ指を折っていき、全ての指を折った人間が一杯飲むというものだが、billie227はこの場合は飲むのではなく死ぬのだと告げる。
最初の問い「私はブレアの拒食症の噂を広めてない」ではジェスが指を折る。ヴァルだと彼女から聞いていたブレアは彼女に不信を露わにする。次の「私はジェルの母親の車で事故を起こしてない」では逆にブレアが指を折り、ジェスから侮辱的な言葉を浴びせられてしまう。第3問「私はローラとイチャついてない」ではミッチが指を折り、昨年ローラに誘惑されたが振り払ったと正直に告白する。ブレアは動揺するが大丈夫と冷静に答えた。
だが第4問「私はアダムが大麻を売ったことを警察にタレこんでない」にミッチが指を折ると泥酔していたアダムは激怒し、雲行きが怪しくなり始める。第5問「私はアダムから800ドル盗んでない」にジェスが指を折ったことでアダムは更に激怒、次の第6問「私は自分の命の為にジェスの命をさし出したりしていない」に対し、アダムはギリギリまで自分の指を折らず他人に擦り付けようとするなど、精神が不安定になっていく。全員から責められたアダムは「今度は自分が質問する」と言い放ち、第7問「私はセックスをした事がない」を出題。アダム自身とジェスが指を折るがカウントダウンが止まらずブレアは指を折らざるを得なくなる。更に、次いだ質問「私は恋人の親友とヤっていない」と繋げられた事で自身の不貞をミッチに知られてしまい、彼の怒りを買う。ミッチは逆上し、同級生のアシュリー・デインに薬物を与えて犯し堕胎を強要した件について2問を出しアダムの指を折らせる。煽るようにbillie227はブレアとアダムが事に及ぶ模様を動画で投稿してそれを全員のパソコンに映し、「ボーナスラウンドはいかが？」とチャットする。全員が怒り或いは泣く中、ブレアとアダムの下に一枚ずつ紙が印刷されてくる。中身を見た二人は揃ってその内容は言えないと語り、ミッチの更なる不信を買ってしまう。「言えないのであれば通話を切る」と怒鳴るミッチに対し、ブレアは追いつめられて紙を出してしまう。そこには「この紙の内容を言えばアダムが死ぬ」と書かれており、その通りにアダムは自分の拳銃で自殺してしまう。アダムの紙にも「この紙の内容を言えばブレアが死ぬ」と書かれていたのだ。煽るようにbillie227は成人用ビデオチャットの広告をブレアのパソコンに出し、冒頭のストリップの模様を広告内に含ませる。
嘆く中、billie227はジェスの為の質問と称して「私はローラ・バーンズの墓に悪戯をしていない」と出題する。ジェスは洗面台に逃げ込み、ブレアはチャットルーレットを使って助けを求めようと試みる。ネバダ州在住の親切な女性によって警察を呼ぶことには成功するが、直後にケンの時と同じようにジェスの通話が途切れてしまう。復帰するとジェスは熱したカールアイロンを口に突っ込み自殺していた。その模様がFacebookに「これでやっと彼女も黙ってくれた」というキャプションと共に投稿されるのを見ると、残る2人の部屋の電源が急に切れる。パソコンのアラーム音に怯えたブレアはミッチと笑いあい、「まだ自分を嫌っているか」とミッチに問う。ミッチも「いや、嫌っていないよ」とブレアに告げる。billie227はそこに「私は酔ったローラの動画を投稿していない」と容赦なく出題、二人はやっていないと反論する。ローラは独自にFacebookのチャットを通じて「貴女がやってないのは知ってるよブレア。何故彼をかばうの？終わりにしたくないの？」と語りかけてくる。最初は「ミッチもやっていない」と返そうとしたブレアだったが、時間ギリギリになって「上げたのは彼」と返してしまう。その瞬間ミッチはブレアの絶叫の中包丁で目を刺して自殺、遂にブレアは一人になってしまう。
「ありがとう辛かったねブレア」「でももう一つだけ」とbillie227は泣き喚くブレアにチャットし、再びカウントダウンを始める。ブレアは自分とローラがどんなに仲良しだったかを涙ながらに語り、「いつの間にか疎遠になってしまったけど」と語るが、それを聞き咎めたbillie227は、例の動画の続きをブレアのパソコンに映す。ローラが脱糞したまま眠りこけているシーンの後、カメラは180度向きを変え「やってやったわ」と嬉しそうに語るブレアを映す。ローラを自殺に追いやった動画を撮影したのはブレアだったのだ。
「あんたの罪は永遠にここに残る」とbillie227はブレアに告げ、動画にブレアを非難するコメントが次々と付く中、ブレアは室内に何者かが入った気配を感じる。突如パソコンが閉じられ、ローラが襲いかかりブレアが絶叫をあげるところで、物語は幕を閉じる。

## キャスト
※（）は日本語吹替。
- シェリー・ヘニッヒ - ブレア・リリー（東條加那子）
- モーゼス・ジェイコブ・ストーム - ミッチ・ルーセル（中川慶一）
- レニー・オルステッド - ジェシカ・フェルトン（ジェス）（藤野泰子）
- ウィル・ペルツ - アダム・シーウェル（佐藤せつじ）
- ジェイコブ・ワイソッキ - ケン・スミス（かぬか光明）
- コートニー・ハルヴァーソン - ヴァレリー・ロンメル（ヴァル）（山下亜矢香）
- ヘザー・ソッサマン - ローラ・バーンズ（下山田綾華）
- ミッキー・リヴァー - ジミー
- キャル・バーンズ - ランド・パウルス
- マシュー・ボーラー - マット
- コンスタンチン・ハベンスキー - 警察官（クレジットなし）

## 製作
ガブリアーゼに本作の企画書が持ち込まれたとき、そのタイトルは『Offline』となっていた。ガブリアーゼはいじめをテーマにした作品に興味を惹かれ、「現代のいじめの性質は私の子供の頃のそれから変わってしまいました。インターネットがあるために、いじめっ子たちは放課後も被害者をいじめ続けることが可能になったのです」と述べている。
本作は16日間で製作された。最初の3日間でキャスティングが行われ、残り6日間は半日を費やして主要撮影が行われた。その後の数日間で追加撮影とポスト・プロダクション作業が行われたのである。本作の撮影では長回しの手法が多用され、約10分間のロングカットで撮影されていった。シェリー・ヘニッヒは「長回しの撮影は気力と体力の面でつらいものがあった」と回想している。試行錯誤が続いた現場では、ヘニッヒの「全編ノーカットで撮影してはどうか」という提案が実行に移されたこともあった。本作のエンディングシーンはその際に撮影されたものが使われている。
『Offline』というタイトルに対して、「あまりにもありふれた語句の上、それでは本作がどんな物語なのか分からない」という意見がスタッフから複数出たことを受け、本作のタイトルは『Cybernatural』に変更されることになった。しかし、劇場公開時に、本作のタイトルが『Unfriended』に再変更された。

## 公開・マーケティング
2014年7月、本作のティーザー・トレイラーが公開された。同月20日、本作はファンタジア映画祭でプレミア上映を迎えた。2015年1月12日、本作の予告編第1弾が公開された。2月6日、VineやYoutube上の有名人が一堂に会したプレイリスト・ライブにおいて、本作が特別に上映された。13日、本作の広告活動の一環として、Kik Messenger上でローラ・バーンズと会話できるイベントが始まった。
2015年3月13日、本作はサウス・バイ・サウスウエストで上映された。アフターパーティーを主催したブラムハウス・プロダクションズは、会場で本作の特別カードを配布し、本作をテーマにしたプリクラを撮影できるブースを設置した。その後、ローラ・バーンズのFacebookアカウント及びSkypeアカウント、Twitterアカウントが開設された。

## 興行収入
本作は『モール・コップ ラスベガスも俺が守る!』と『ディズニーネイチャー サルの王国とその掟』と同じ週に公開され、1200万ドル前後を稼ぎ出すと予想されていたが、実際の数字はそれを上回るものであった。2015年4月17日、本作は全米2739館で封切られ、公開初週末に1584万ドルを稼ぎ出し、週末興行収入ランキング初登場3位となった。

## 評価
本作はその斬新な演出（ネット画面に向かう登場人物だけをひたすらに映し続ける）のために、賛否が大きく分かれることとなった。映画批評集積サイトのRotten Tomatoesには159件のレビューがあり、批評家支持率は62%、平均点は10点満点で6点となっている。サイト側による批評家の見解の要約は「『アンフレンデッド』はファウンド・フッテージで撮影されたホラー映画の定型を破り、その技巧によって、ティーンエイジャーの殺人犯を題材にした映画というジャンルに、本当に恐ろしい一作を付け加えた。」となっている。また、Metacriticには30件のレビューがあり、加重平均値は59/100となっている。なお、本作のCinemaScoreはCとなっている。

## 続編
2015年4月、ユニバーサル・ピクチャーズは本作の続編の企画にゴーサインを出したとの報道があった。2017年10月、『Unfriended: Game Night』というワーキングタイトルの下、続編の撮影が始まったと報じられた。2018年3月9日、続編の正式なタイトルが『Unfriended: Dark Web』に決まった。